# Propietarismo
El propietarismo es la idea política de que un individuo privado puede poseer títulos de propiedad privada transferibles en un mercado libre. Específicamente, reconoce todos los bienes económicamente escasos apropiados pacíficamente como propiedad legítima. Esto incluye "capital natural" como la tierra, pero no necesariamente incluye bienes no escasos como la propiedad intelectual (patentes y copyrights). 
Entre los "propietarios" se incluye a la generalidad del libertarismo y del objetivismo, y a todas las filosofías que justifican la moralidad del capitalismo laissez-faire. Esta visión es criticada por quienes en algún nivel basan la propiedad en la producción o el uso.

## Etimología
El término fue acuñado por Ursula K. Le Guin en su novela, The Dispossessed (1974), como el término por el cual la sociedad anarquista y no-propietaria de Anarres describía a sus vecinos de Urras; en su sentido original, se aplicaba a toda sociedad que reconociera cualquier tipo de propiedad, incluida la propiedad colectiva del Estado. Los libertarios capitalistas también usan ésta etiqueta para sí mismos, como se puede ver, por ejemplo, en la novela The Probability Broach (1980), de L. Neil Smith, donde la versión ficticia del Partido Libertario es llamado el Partido Propietario.

## Teoría
Murray Rothbard y otros teóricos iusnaturalistas sostienen el central y libertario axioma de no agresión. El anarquismo propietario de tradición rothbardiana, y el voluntarismo consideran los derechos de propiedad como derechos naturales derivados de su derecho primario a la propiedad sobre uno mismo.
El liberal clásico John Locke, argumentaba que, como la gente combinaba su trabajo con recursos no adueñados, convertían esos recursos en su propiedad (apropiación original y teoría de la propiedad-trabajo). La gente podría adquirir nuevas propiedades con el trabajo sobre recursos no adueñados o el comercio para los bienes creados.
Los liberales de la línea de Rothbard piensan que la propiedad podría únicamente originarse como producto del trabajo, y podría únicamente cambiar de manos legítimamente por el comercio o el regalo. Argumentaban que el libertarismo puede defender legítimamente un principio de apropiación original lockeana no-condicionada. Llaman a esto "neolockeano". Los propietaristas ven esto coherente con su oposición a la coacción, únicamente puede tomarse la tierra que carece de dueño. Si algo carece de dueño, ninguna coerción se dirige a un inexistente apropiador original. Y no consideran que la mera reivindicación crea propiedad. Aceptan formas voluntarias de propiedad común, lo cual significa propiedad abierta al acceso de todos los individuos.
El propietarismo puede ser "ligero" asegurando que la propiedad privada es moralmente permisible, o puede ser "duro" aseverando que la propiedad privada es la única forma válida de propiedad. Generalmente se oponen a la propiedad intelectual tanto por razones morales como pragmáticas.
Para el propietarista, la libertad no será más que una extensión del derecho de propiedad y, por tanto, negará su carácter de derecho absoluto. A su vez, el derecho —negativo— a la vida provendrá concretamente del de autopropiedad.